# آنتونیو کرئوس
آنتونیو کرئوس روبین دسلیس (انگلیسی: Antonio Creus Rubín de Celis؛ زادهٔ ۲۸ اکتبر ۱۹۲۴ درمادرید – درگذشتهٔ ۱۹ فوریهٔ ۱۹۹۶ در مادرید) موتورسوار و رانندهٔ مسابقات اتومبیل‌رانی فرمول یک اهل اسپانیا بود. او از ۷ فوریه ۱۹۶۰ در یک گراند پری از مسابقات جهانی فرمول یک شرکت کرد، اما به دلیل نقص فنی و فرسودگی سامانهٔ برق‌رسانی خودرو، از مسابقه بازنشست شد و موفق به کسب هیچ امتیازی نشد.

## نتایج کامل در مسابقات جهانی فرمول یک
(کلید)
| سال  | شرکت‌کننده     | شاسی          | موتور         | ۱           | ۲      | ۳   | ۴    | ۵     | ۶      | ۷        | ۸      | ۹       | ۱۰     | قهرمانی رانندگان | امتیاز |
| ---- | ------------- | ------------- | ------------- | ----------- | ------ | --- | ---- | ----- | ------ | -------- | ------ | ------- | ------ | ---------------- | ------ |
| ۱۹۶۰ | آنتونیو کرئوس | مازراتی ۲۵۰اف | مازراتی ۶-خطی | آرژانتین ب. | موناکو | ۵۰۰ | هلند | بلژیک | فرانسه | بریتانیا | پرتغال | ایتالیا | آمریکا | ر.ن.             | ۰      |